# 4965 Takeda
4965 Takeda eller 1981 EP28 är en asteroid i huvudbältet som upptäcktes den 6 mars 1981 av den amerikanska astronomen Schelte J. Bus vid Siding Spring-observatoriet. Den är uppkallad efter Hiroshi Takeda.
Asteroiden har en diameter på ungefär 4 kilometer och den tillhör asteroidgruppen Koronis.